# ブレンネロ駅
ブレンネロ駅（ブレンネロえき）はイタリア共和国トレンティーノ・アルト・アディジェ州ボルツァーノ県ブレンネロ村にある、イタリア国鉄ブレンネロ線の駅である。なお、「ブレンネロ」はイタリア語の駅名で、「ブレンナー」というドイツ語の駅名もある。

## 駅構造

### ホーム
3面7線の地上駅。駅舎側の片側1面と、切り欠き線つき島式1面4線、島式1面2線からなる。
| 番線 | 路線   | 方向   | 行先                                                                       | 備考                                                     |
| ---- | ------ | ------ | -------------------------------------------------------------------------- | -------------------------------------------------------- |
| 1    | 50号線 | 南方向 | ボルツァーノ、ヴェローナ、ボローニャ方面                                   | 快速（一部）                                             |
| 6    | 50号線 | 南方向 | ボルツァーノ、ヴェローナ、ベネチア、ボローニャ、リミニ、メラーノ方面       | 特急（大部分）、普通（インスブルック方面からの直通列車） |
| S    | 50号線 | 南方向 | ボルツァーノ、ヴェローナ、ベネチア、ボローニャ、リミニ、メラーノ方面       | 普通（一部）                                             |
| N    | 50号線 | 北方向 | インスブルック、エツタル、ヴェアグル、クフシュタイン、ホホフィルツェン方面 | 普通S3、S4系統（大部分）                                 |
| 7    | 50号線 | 南方向 | ボルツァーノ、ヴェローナ、ベネチア、ボローニャ、メラーノ方面               | 快速（大部分）、普通（大部分）、特急（一部）             |
| 7    | 50号線 | 北方向 | インスブルック、ヴェアグル、クフシュタイン、ミュンヘン方面                 | 特急、快速、普通S4系統（一部）                           |
| 8    | 50号線 | 南方向 | ボルツァーノ、メラーノ方面                                                 | 普通（一部）                                             |

### ダイヤ[2][3]
- ヴェローナ方面
  - 特急が2時間に1本、一日5本（休日は4本）発車する。
  - 快速・普通は1-2時間に1本の運行。午前はメラーノ行普通が2時間に1本、午後はボローニャ行快速とメラーノ行普通がそれぞれ2時間毎に発車する（夏季は増発あり）。快速・普通ともボルツァーノまで各駅に停車するが、駅間距離が長いため快速に近い存在である。

- インスブルック、ヴェアグル方面
  - ミュンヘン行の特急が、2時間に1本、一日5本発車する。
  - 快速は一日2本のみの運行で、全てインスブルック止まりである。
  - 普通はS4系統が1時間に1本運行する。ただし、一日あたり、平日・土曜3本、休日1本に限りS3系統として運行する。

## 駅周辺
ブレンナー峠

## 隣の駅
イタリア国鉄
ブレンナー線(イタリア国鉄名はブレンネロ線)
特急
フォルテッツァ駅 - ブレンネロ駅 - インスブルック本駅
快速、普通（イタリア側）
コッレ・イザルコ駅 - ブレンネロ駅 - シュタイナハ・イン・チロル駅
普通（オーストリア側Ｓバーン）
ブレンネロ駅 - グリース駅

## 国境駅としての扱い
イタリア最北端の駅で、オーストリアとの国境に位置している。駅施設はイタリア国鉄（正確にはRFI、以下同様）が所有しており、駅名標はイタリア国鉄書式の青地に白文字となっている。国境は駅構内の北寄りホーム先端付近を通る。
オーストリア側から来る場合、当駅の場内から信号機がイタリア国鉄式の1灯式本線用信号機や白色灯のみの入換信号機に変わる。ただし、その内方にある最後の速度制限標識はオーストリア国鉄式となっている。また、オーストリアでの複線運用は右側通行だが、イタリアでは左側通行で、かつ左右の各本線用信号機で背景板の形状を変えているため、場内のみ逆走しているように見える。
オーストリア側への出発では、着発線からの出発信号機および駅構内の入換信号機までがイタリア国鉄式となり、それ以降の信号機がオーストリア国鉄式になる。